# Villa sexfasciata
Villa sexfasciata är en tvåvingeart som först beskrevs av Christian Rudolph Wilhelm Wiedemann 1821.  Villa sexfasciata ingår i släktet Villa och familjen svävflugor. Inga underarter finns listade i Catalogue of Life.